# گائتان گاسیان دو کلرامبو
گائِتان آنری آلفرد ادوار لئون ماری گاسیان دو کلِرامبو (فرانسوی: Gaëtan Henri Alfred Edouard Léon Marie Gatian de Clérambault‎؛ ۲ ژوئیه ۱۸۷۲ – ۱۷ نوامبر ۱۹۳۴) یک روانپزشک، و عکاس اهل فرانسه بود. او در سال ۱۹۲۱ میلادی، پژوهش‌های خود در رابطه با جنون شهوانی (تمایل شدید و نابهنجار به جماع) یا Erotomania را تحت یک کتاب با نام Les Psychoses passionelles منتشر نمود.
گائتان گاسیان دو کلرامبو همچنین برنده جوایزی همچون لژیون دونور (شوالیه) شده است.